# Distributiekantoor

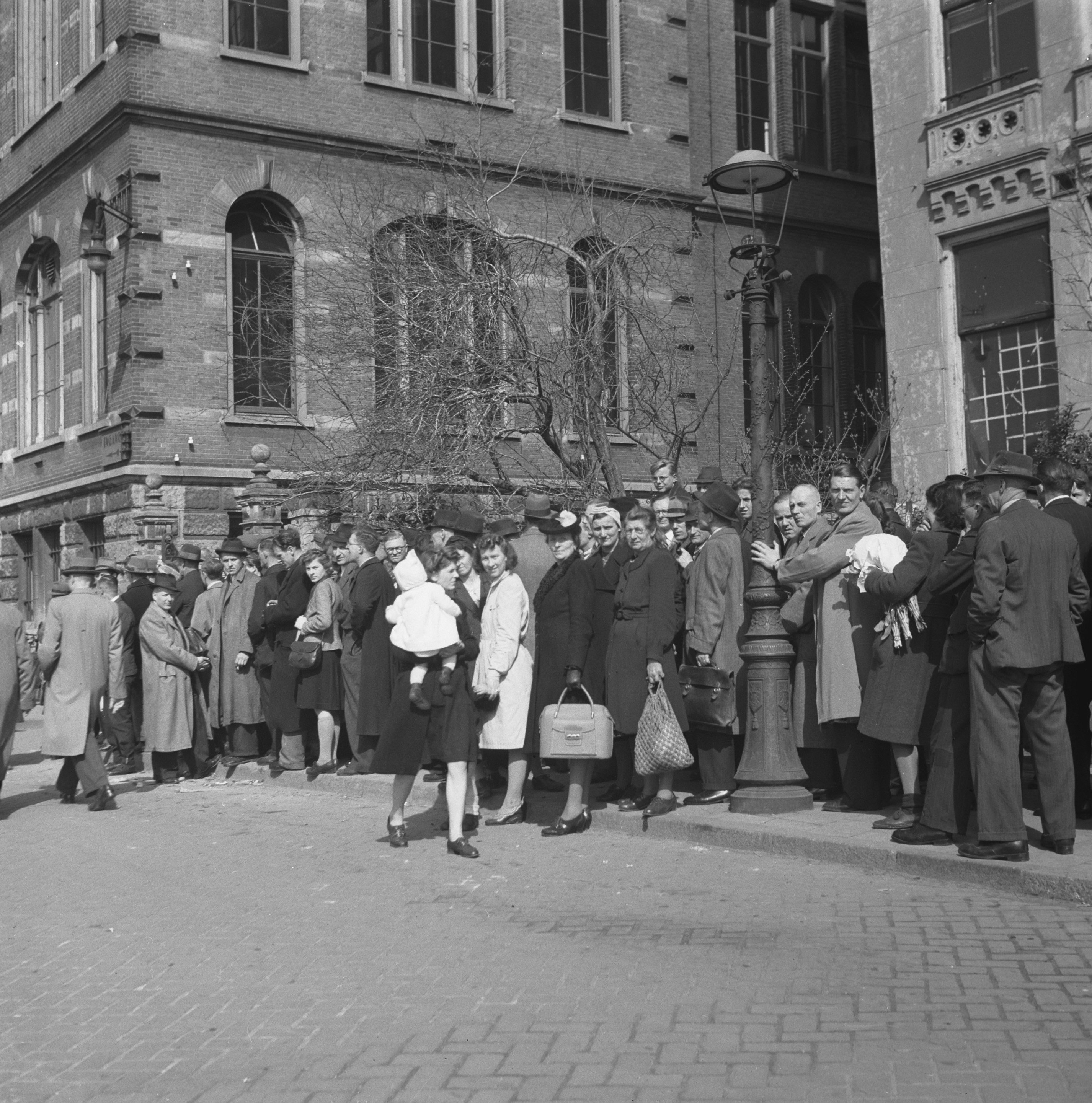
Rij bij een distributiekantoor in april 1946

Een distributiekantoor bestond in Nederland gedurende de Tweede Wereldoorlog en een aantal jaren daarna.
Het was de plaatselijke vestiging van de autoriteit die door middel van een bonnensysteem de rantsoenering van levensmiddelen en andere schaarse goederen organiseerde. De laatste bonnenregelingen werden pas na 1950 ingetrokken.
Door het verzet werden gedurende de oorlog de kantoren soms overvallen om aan bonnen voor onderduikers te komen. Een voorbeeld hiervan is de 'overval op distributiekantoor in Haarlem'.